# Renard R.38
 (mars 2021).
Le Renard R.38 est un prototype de chasseur de la firme belge Renard créé pendant l'entre-deux-guerres.

## Historique
Dans une optique de modernisation de son aviation, l'état belge voulait remplacer en 1936 ses Fairey Firefly Mk.IIM dépassés. C'est dans cette optique qu'Alfred Renard a élaboré plusieurs prototype de chasseurs : Le Renard R.36 sorti en 1937 et ses variantes R.37 et R.38.
Le Renard R.38 est la troisieme version du R.36. Ce dernier est équipé d'un Hispano-Suiza 12Ycrs, alors que le R.38 reçoit un Rolls-Royce Merlin II. Le prototype construit porte l'immatriculation OO-ATK et le premier vol a été effectué le 4 août 1939. Son pilote était Paul Bumiat. Il déclara en parlant du R.38 que : «Les qualités de vol et les performances de cet avion le situaient entre le célèbre « Hurricane » et le merveilleux « Spitfire».»
Lors de l'invasion de la Belgique le 10 mai 1940, l'avion se trouve aux essais à Evere. Il fut évacué par le personnel des établissements de l'aéronautique pour être emmené a Bordeaux dans le but dêtre tranféré au Maroc. Laissé en rade à Bordeaux-Mérignac il est récupéré par les allemands.
Signalé après la guerre à Munich et non récupéré par les autorités belges en place à l'époque, sa trace se perd.
Il est armé de quatre mitrailleuses FN-Browning 7,7mm ou quatre FN-Browning 13,2 mm sur les ailes.
Comme le R.36, le Renard R.38 était simple à construire, le cout de revient (de la cellule) correspondait à la moitié de celui du Spitfire.